# Laurean Rugambwa

Kardinalswappen

Laurean Kardinal Rugambwa (* 12. Juli 1912 in Bukongo in Tansania; † 8. Dezember 1997 in Daressalam) war Erzbischof von Daressalam und ab 1960 erster schwarzafrikanischer Kardinal.

## Leben
Der spätere Kardinal wurde 1912 im Dorf Bukongo, auf der Insel Ukerewe im Victoriasee gelegen, im damaligen Tanganjika (Deutsch-Ostafrika, heute: Tansania) geboren und von einem Pater der Missionsgesellschaft der „Weißen Väter“ getauft. Er durchlief auch deren Missionsschule, studierte Katholische Theologie und empfing am 12. Dezember 1943 das Sakrament der Priesterweihe. 1948 studierte Rugambwa in Rom am Päpstlichen Collegium San Pietro Apostolo und wurde 1951 mit einer Dissertationsschrift mit dem Titel De validitate matrimonii infidelium in Buhaya („Über die Gültigkeit der Ehe der Ungläubigen in Buhaya“) an der Päpstlichen Universität Urbaniana zum Dr. iur. can. promoviert.
Pius XII. ernannte am 13. Dezember 1951 den erst 39-jährigen zum Titularbischof von Febiana und zum Apostolischen Vikar von Kagera Inferiore. Die Bischofsweihe empfing er am 10. Februar 1952 durch Erzbischof David Mathew, der damals der Apostolische Delegat für die britischen Kolonien in Afrika war.
1953 wurde das Apostolische Vikariat Kagera Inferiore als Bistum Rutabo kanonisch errichtet und Rugambwa wurde dessen erster Bischof. Das Bistum wurde 1960 in Bistum Bukoba, nach einer Stadt am Victoriasee, umbenannt. Am 28. März 1960 sorgte Papst Johannes XXIII. mit der Ernennung Rugambwas zum Kardinalpriester mit der Titelkirche San Francesco d’Assisi a Ripa Grande als erstem schwarzafrikanischen Kardinal für eine echte kirchengeschichtliche Sensation.
Kardinal Rugambwa war von 1962 bis 1965 Konzilsvater beim Zweiten Vatikanischen Konzil und dort der einzige aus Afrika stammende Kardinal. Er war der Präsident des 1962 eingerichteten Secrétariat Panafricain (Gesamtafrikanisches Sekretariat), der Koordinationsstelle für die afrikanischen Konzilsväter, die zum Vorläufer des Symposiums der Bischofskonferenzen von Afrika und Madagaskar wurde. Das Gesamtafrikanische Sekretariat hatte seinen Sitz in Rom in der Hochschule der Unione Santa Caterina da Siena delle missionarie della Scuola in der Via della Traspontina 21, heute die Libera Università Maria Ss. Assunta (LUMSA), unweit des Vatikans. Nach dem Tod des Papstes nahm Rugambwa am Konklave 1963 teil.
Ab 1968 war Rugambwa Erzbischof des Erzbistums Daressalam, der Hauptstadt Tansanias. 1978 nahm er an den beiden Konklaven im August und Oktober teil. Die Leitung des Erzbistums Daressalam legte er am 22. Juli 1992, kurz nach seinem 80. Geburtstag, nieder.
Laurean Rugambwa verstarb 1997 in seiner früheren Bischofsstadt Daressalam im Alter von 85 Jahren.

## Trivia
- Im Jahr 1961 erhielt der Kardinal eine Ehrendoktorwürde in den Rechtswissenschaften von der Universität Notre Dame.[3]
- Vor seiner Rückkehr nach Tansania nach dem Konklave im August 1978 besuchte er die Vereinigten Staaten, wo er Nachricht vom Tod von Papst Johannes Paul I. erhielt.[4]